# Лоръл К. Хамилтън
Лоръл К. Хамилтън (на английски: Laurell K. Hamilton) е американска писателка на бестселъри в жанра фентъзи трилър, хорър и паранормален романс.

## Биография и творчество
Лоръл Кей Хамилтън е родена на 19 февруари 1963 г. в Хебър Спрингс, Арканзас, САЩ, като дъщеря на самотната майка Сузи Клейн. Майка ѝ загива в автомобилна катастрофа когато тя е на 6 години. Израства при баба си Лора Джентри в Симс, Индиана. Градчето е съвсем малко и тя от ранни години се увлича по четенето. Още в училище започва да пише различни истории. Между 13 и 14 години открива фентъзито и ужасите и се пристрастява към тези жанрове. На 17 години започва да изпраща историите си за публикуване и да събира отказите.
Лоръл продължава обучението си в Евангелския християнски либерален колеж в Мериън, Индиана (сега Университет „Уеслиан“), който завършва с диплома по английски език и биология. В университета също продължава да пише за развлечение, което ѝ създава проблеми с ръководството. В университета се среща с Гари Хамилтън, за когото се омъжва след колежа. Двамата се преместват в Сейнт Луис, Мисури. Имат дъщеря – Тринити. По-късно се развеждат.
За да се издържа Лоръл започва работа към края на 80-те като редактор в корпорация „Ксерокс“. Едновременно с това започва да пише разкази за списания и антологии като работи упорито в ранните часове всяка сутрин. Постепенно постига успех в продажбите и първите ѝ разкази са публикувани през 1989 г.
Стимулирана от постигнатото тя се насочва към романите. Първият ѝ фентъзи трилър „Nightseer“ е издаден през 1992 г. Той е замислен като първа част от поредица, но тя не се реализира.
През 1993 г. излиза първият ѝ фентъзи хорър трилър „Престъпни удоволствия“ от нейната емблематична серия „Анита Блейк, ловецът на вампири“. Главната героиня е некромант, умееща да съживява мъртъвци и безмилостно да убива вампири. Тя е свръхестествен консултант на полицията, по-късно и шериф, и е влюбена в повелителите на мрака. Дребничка брюнетка, елегантна и възбуждаща, Анита Блейк е въоръжена до зъби и е готова за всяка ситуация. Романът е приет много добре от читателите и става бестселър.
Романите от серията са динамични екшъни, които се развиват в измисления свят на градчето Сейнт Луис, където свръхестествените същества живеят спокойно, ако спазват законите. Писателката развива сюжетното присъствие на вампирите в художествената литература като включва и еротични аспекти на отношенията хора и вампири. Самите романи са едни от първите, които въвеждат компилация от различни видове жанрове.
През 2000 г. с фентъзи трилъра „A Kiss of Shadows“ Лоръл Хамилтън стартира втората си поредица „Мередит Джентри“. Главната героиня е принцеса на феите и едновременно частен детектив. Тя постоянно избягва опити за убийство и помага на феите. Романът е удостоен с наградата „PEARL“ за най-добър паранормален романс.
Романите на писателката често са в списъците на бестселърите на „Ню Йорк Таймс“. Те са преведени на повече от 16 езика по целия свят.
През 2001 г. се омъжва за 10 години по-младия от нея Джонатан Грийн.
Лоръл К. Хамилтън живее със семейството си в Сейт Чарлс, Сейнт Луис, Мисури. Участва в различни благотворителни акции и организации за защита на животните.

## Произведения

### Самостоятелни романи
- Nightseer (1992)

### Серия „Анита Блейк, ловецът на вампири“ (Anita Blake, Vampire Hunter)
1. Guilty Pleasures (1993)
Престъпни удоволствия, изд.: „ИнфоДАР“, София (2005, 2010), прев. Елена Павлова
2. The Laughing Corpse (1994)
Усмихнатият труп, изд.: „ИнфоДАР“, София (2005), прев. Елена Павлова
3. Circus of the Damned (1995)
Циркът на прокълнатите, изд.: „ИнфоДАР“, София (2007), прев. Елена Павлова
4. The Lunatic Cafe (1996)
Кафенето на лунатиците, изд.: „ИнфоДАР“, София (2007), прев. Илиян Илиев
5. Bloody Bones (1996)
Кървави кости, изд.: „ИнфоДАР“, София (2008), прев. Илиян Илиев
6. The Killing Dance (1997)
Убийствен танц, изд.: „ИнфоДАР“, София (2010), прев. Илиян Илиев
7. Burnt Offerings (1998)
Огнено жертвоприношение, изд.: ИК „Колибри“, София (2010), прев. Людмил Люцканов
8. Blue Moon (1998)
Синя луна, изд.: ИК „Колибри“, София (2010), прев. Иван Атанасов
9. Obsidian Butterfly (2000)
Обсидиянова пеперуда, фен-превод
10. Narcissus in Chains (2001)
11. Cerulean Sins (2003)
12. Incubus Dreams (2004)
13. Micah (2006)
14. Danse Macabre (2006)
15. The Harlequin (2007)
16. Blood Noir (2008)
17. Skin Trade (2009)
18. Flirt (2009)
19. Bullet (2010)
20. Hit List (2011)
21. Kiss the Dead (2012)
22. Affliction (2013)
23. Jason (2014)
24. Dead Ice (2015)
25. Crimson Death (2016)
26. Serpentine (2018)
27. Sucker Punch (2020)

#### Новели към серията
- Those Who Seek Forgiveness (2006) – предистория на поредицата, 0.5
- The Girl Who Was Infatuated with Death (2006) – 8.5
  - Новелите Those Who Seek Forgiveness иThe Girl Who Was Infatuated with Death се съдържат в сборника Strange Candy.
- Beauty (2012) – 20.5
- Dancing (2013) – 21.5
- Wounded (2016) – 24.5
- Sweet Seduction (2019)

#### Комикси по серията за Анита Блейк

##### Серия Anita Blake, Vampire Hunter
1. The First Death (2008) – с Джонатан Грийн
2. Guilty Pleasures (2008)
3. The Laughing Corpse (2010) – с Рон Лим и Джесика Руфнър

##### Серия Anita Blake: Circus of the Damned
1. The Charmer (2011)
2. The Ingenue (2011)
3. The Scoundrel (2012) – с Джесика Руфнър

### Серия „Мередит Джентри“ (Meredith Gentry)
1. A Kiss of Shadows (2000)
2. A Caress of Twilight (2002)
3. Seduced By Moonlight (2004)
4. A Stroke of Midnight (2005)
5. Mistral's Kiss (2006)
6. A Lick of Frost (2006)
7. Swallowing Darkness (2008)
8. Divine Misdemeanors (2009)
9. A Shiver of Light (2014)

### Участие в общи серии с други писатели

#### Серия „Стар Трек: Следващата генерация“ (Star Trek: The Next Generation)
24. Nightshade (1991)
от серията има още 130 романа от различни автори

#### Серия „Рейвънлофт“ (Ravenloft)
11. Death of a Darklord (1995)
от серията има още 27 романа от различни автори

### Сборници
- Out of This World (2001) – със Сюзън Кринард, Дж. Д. Роб и Маги Шейн
- Cravings (2004) – с Мери Джанис Дейвидсън, Ейлийн Уилкс и Ребека Йорк
- Bite (2004) – с Мери Джанис Дейвидсън, Шарлейн Харис, Анджела Найт и Вики Тейлър
- Strange Candy (2006)
- Micah and Strange Candy (2007)
- Never After (2009) – с Ясмин Гейленорн, Марджъри М. Лиу и Шарън Шин

### Разкази
- House of Wizards (1989)
- Stealing Souls (1989)
- A Token for Celandine (1989)
- Winterkill (1990)
- The Cursemaker (1991)
- Geese (1991)
- Пълно прочистване, A Clean Sweep (1994)
- Търсещите опрощение, Those Who Seek Forgiveness (2006)
- Ято купидони, A Lust of Cupids (2006)

### Документалистика
- Ardeur: 14 Writers on the Anita Blake, Vampire Hunter Series (2010) – сборник с есета за Анита Блейк

В България има и много фен-преводи на книгите на Лоръл К. Хамилтън.